# Liste der Stolpersteine in Magdeburg-Rothensee
Die Liste der Stolpersteine in Magdeburg-Rothensee enthält die Stolpersteine im Magdeburger Stadtteil Rothensee, die an das Schicksal der Menschen erinnern, die im Nationalsozialismus ermordet, deportiert, vertrieben oder in den Suizid getrieben wurden. Sie ist nach Nachnamen sortiert und listet Namen, Standorte. Die Tabelle erfasst insgesamt 1 Stolperstein und ist teilweise sortierbar; die Grundsortierung erfolgt alphabetisch nach dem Familiennamen.
| Bild         | Inschrift                                                                                | Name         | Ort                                                            | Verlegedatum  | Anmerkungen                              |
| ------------ | ---------------------------------------------------------------------------------------- | ------------ | -------------------------------------------------------------- | ------------- | ---------------------------------------- |
| Franck, Hugo | HIER WOHNTE HUGO FRANCK JG. 1857 DEPORTIERT 18.11.1942 THERESIENSTADT ERMORDET 27.2.1943 | Franck, Hugo | Ziegeleistraße Ecke Niegripper Straße, vor Telefonmast (Karte) | 11. Sep. 2009 | Biografie: Franck_Hugo.PDF (PDF; 200 kB) |